# Ropalidia duchaussoyi
Ropalidia duchaussoyi är en getingart som först beskrevs av Giovanni Gribodo 1896.
Ropalidia duchaussoyi ingår i släktet Ropalidia och familjen getingar. Inga underarter finns listade i Catalogue of Life.